# Nathan Aspinall
Nathan Aspinall (15. července 1991 Stockport) je anglický profesionální hráč šipek, který v současné době hraje na akcích Professional Darts Corporation (PDC). Jeho největším dosavadním úspěchem jsou tituly z UK Open, který získal v roce 2019, kdy ve finálovém zápase porazil bývalého mistra světa Roba Crosse 11–5 a triumf na World Matchplay z roku 2023 po vítězství ve finále nad Jonny Claytonem v poměru 18–6.

## Kariéra
Nathan Aspinall se v roce 2012 zúčastnil PDC Development and Challenge Tour. Až v roce 2013 se dokázal poprvé dostat do semifinálového zápasu, tehdy prohrál 2–4 s Maxem Hoppem. Průlom přišel v roce 2015, kdy díky Q School získal PDC Tour Card, která mu umožnila minimálně následující dva roky bojovat o prestižní turnaje organizace PDC. Kvalifikoval se na UK Open, kde prošel až do 4. kola. Probojoval se také do 3. kola Dutch Darts Masters. Během roku 2015 dokázal na turnajích Development Tour jeden turnaj vyhrát a dvakrát došel až do finále. Finále si zahrál také na juniorském mistrovství světa, kde ale nestačil na Maxe Hoppa a prohrál těsně 5–6.
V roce 2016 vypadl na UK Open už ve 2. kole, úspěšnější byl ale na 6. turnaji Players Championship, kde se poprvé probojoval do čtvrtfinále na hlavním okruhu, nad jeho síly byl ale Vincent van der Voort, který ho porazil 6–5. Aspinall se kvalifikoval na Grand Slam of Darts, ve skupině ale nestačil ani na jednoho ze soupeřů.
Svůj první PDC titul vyhrál v září roku 2018, kdy porazil Ryana Searleho 6–4 ve finále 18. turnaje Players Championship v Barnsley. Díky tomuto vítězství se kvalifikoval na své první seniorské mistrovství světa. Do toho vstupoval jako outsider s kurzem 500 : 1, přesto dokázal porazil světovou šestku Gerwyna Price, Kyle Andersona, Devona Petersena a Brendana Dolana. Až v semifinále si s ním dokázal poměrem 6–3 poradit Michael Smith.
Poté, co se v roce 2019 Gary Anderson odhlásil z Premier League, byl Aspinall vybrán jako jeden z devíti náhradníku, kteří ho měli postupně nahradit. Nakonec odehrál jeden zápas v 6. kole v Nottinghamu, kde ho 7–2 porazil Michael Smith.
Svůj první major vyhrál v roce 2019, kdy ovládl UK Open. Na cestě za vítězstvím porazil Toniho Alcinase, Christiana Kista, Madarse Razmu, Steva Lennona, Rosse Smithe, Gerwyna Price a nakonec ve finále Roba Crosse poměrem 11–5. Díky tomuto titul se poprvé probojoval mezi 16 nejlepších šipkařů v žebříčku PDC Order of Merit.
Aspinall vyhrál v roce 2019 ještě US Darts Masters, první turnaj ročníku World Series of Darts. Jednalo se o jeho první a jedinou účast ve World Series v roce. Aspinall s průměrem 107 porazil ve finále Michaela Smithe 8–4. V předchozích kolech porazil Shawna Brennemana, Roba Crosse a Petera Wrighta. V roce 2019 se poprvé zúčastnil také World Matchplay, hned v prvním kole byl ale nad jeho síly Mervyn King, který ho porazil 10–5 navzdory tomu, že Aspinall ukončil zápas s průměrem 103.

## Výsledky na mistrovství světa

### PDC
- 2019: Semifinále (porazil ho Michael Smith 3–6)
- 2020: Semifinále (porazil ho Michael van Gerwen 3–6)
- 2021: Třetí kolo (porazil ho Vincent van der Voort 2–4)
- 2022: Třetí kolo (porazil ho Callan Rydz 0–4)
- 2023: Třetí kolo (porazil ho Josh Rock 3–4)
- 2024: Druhé kolo (porazil ho Ricky Evans 0–3)
- 2025: Čtvrtfinále (porazil ho Luke Littler 2–5)

## Finálové zápasy

### Major turnaje PDC: 6 (2 tituly)
| Legenda                            |
| ---------------------------------- |
| World Matchplay (1–0)              |
| Premier League (0–1)               |
| UK Open (1–0)                      |
| World Grand Prix (0–1)             |
| Grand Slam of Darts (0–1)          |
| World Series of Darts Finals (0–1) |

| Výsledek  | No. | Rok  | Turnaj                       | Soupeř             | Skóre    |
| --------- | --- | ---- | ---------------------------- | ------------------ | -------- |
| Vítěz     | 1.  | 2019 | UK Open                      | Rob Cross          | 11–5 (l) |
| Finalista | 1.  | 2020 | Premier League Darts         | Glen Durrant       | 8–11 (l) |
| Finalista | 2.  | 2022 | World Grand Prix             | Michael van Gerwen | 3–5 (s)  |
| Finalista | 3.  | 2022 | Grand Slam of Darts          | Michael Smith      | 5–16 (l) |
| Vítěz     | 2.  | 2023 | World Matchplay              | Jonny Clayton      | 18–6 (l) |
| Finalista | 4.  | 2023 | World Series of Darts Finals | Michael van Gerwen | 4–11 (l) |

### Světová série PDC: 2 (1 titul)
| Legenda                     |
| --------------------------- |
| World Series of Darts (1–1) |

| Výsledek  | No. | Rok  | Turnaj                    | Soupeř         | Skóre   |
| --------- | --- | ---- | ------------------------- | -------------- | ------- |
| Vítěz     | 1.  | 2019 | US Darts Masters          | Michael Smith  | 8–4 (l) |
| Finalista | 1.  | 2023 | New Zealand Darts Masters | Rob Cross      | 7–8 (l) |
| Finalista | 2.  | 2025 | US Darts Masters          | Luke Humphries | 6–8 (l) |

## Výsledky na turnajích

### PDC
| Turnaj                          | 2015              | 2016              | 2017              | 2018              | 2019              | 2020 | 2021 | 2022 | 2023 | 2024 | 2025 |
| ------------------------------- | ----------------- | ----------------- | ----------------- | ----------------- | ----------------- | ---- | ---- | ---- | ---- | ---- | ---- |
| Hodnocené televizní turnaje     |                   |                   |                   |                   |                   |      |      |      |      |      |      |
| Mistrovství světa               | Nekvalifikoval se | Nekvalifikoval se | Nekvalifikoval se | Nekvalifikoval se | SF                | SF   | 3R   | 3R   | 3R   | 2R   | QF   |
| World Masters                   | Nekvalifikoval se | Nekvalifikoval se | Nekvalifikoval se | Nekvalifikoval se | Nekvalifikoval se | SF   | QF   | WD   | 1R   | SF   | QF   |
| UK Open                         | 4R                | 2R                | DNQ               | 3R                | W                 | 4R   | 4R   | 4R   | QF   | 5R   | QF   |
| World Matchplay                 | Nekvalifikoval se | Nekvalifikoval se | Nekvalifikoval se | Nekvalifikoval se | 1R                | 1R   | QF   | QF   | W    | 2R   |      |
| World Grand Prix                | Nekvalifikoval se | Nekvalifikoval se | Nekvalifikoval se | Nekvalifikoval se | QF                | 1R   | 1R   | F    | 1R   | 2R   |      |
| Mistrovství Evropy              | DNQ               | DNQ               | 1R                | DNQ               | 2R                | 2R   | SF   | 1R   | 2R   | 1R   |      |
| Grand Slam of Darts             | DNQ               | RR                | DNQ               | DNQ               | RR                | QF   | DNQ  | F    | 2R   | DNQ  |      |
| Players Championship Finals     | Nekvalifikoval se | Nekvalifikoval se | Nekvalifikoval se | 2R                | 1R                | 2R   | 2R   | 1R   | DNQ  | 2R   |      |
| Nehodnocené televizní turnaje   |                   |                   |                   |                   |                   |      |      |      |      |      |      |
| Premier League Darts            | Nezúčastnil se    | Nezúčastnil se    | Nezúčastnil se    | Nezúčastnil se    | Nezúčastnil se    | F    | SF   | DNP  | 5.   | 5.   | SF   |
| World Series of Darts Finals    | Nekvalifikoval se | Nekvalifikoval se | Nekvalifikoval se | Nekvalifikoval se | 1R                | QF   | 1R   | DNP  | F    | WD   |      |
| Statistika                      |                   |                   |                   |                   |                   |      |      |      |      |      |      |
| Pořadí v žebříčku na konci roku | 102               | 73                | 64                | 72                | 12                | 6    | 14   | 9    | 4    | 11   |      |

| Legenda | Legenda | Legenda | Legenda        | Legenda | Legenda           | Legenda | Legenda   | Legenda | Legenda |
| ------- | ------- | ------- | -------------- | ------- | ----------------- | ------- | --------- | ------- | ------- |
| #R      | kolo    | QF      | čtvrtfinále    | SF      | semifinále        | F       | finalista | W       | vítěz   |
| RR      | skupina | DNP     | nezúčastnil se | DNQ     | nekvalifikoval se | WD      | odstoupil | C       | zrušeno |